# Józef Pisz
Józef Pisz (ur. 9 lutego 1845 w Dukli, zm. 28 listopada 1907 w Tarnowie) – polski wydawca, księgarz, drukarz i redaktor, od 1879 roku działający w Tarnowie.

## Życiorys
Józef Pisz pochodził z węgierskiej rodziny osiadłej w okolicach Jasła. Od 1856 roku był praktykantem w drukarni swego stryja, również Józefa, założyciela drukarni w Nowym Sączu. Po 1861 roku pracował jako drukarz i księgarz w kilku miastach Galicji i Królestwa Kongresowego, w tym we Lwowie, gdzie działał w Stowarzyszeniu Drukarzy „Ognisko”. W 1879 roku zakupił drukarnię Władysława Angelusa w Tarnowie, gdzie osiadł. Zmodernizował zakład, instalując między innymi elektryczny napęd maszyn, i rozbudował go. W 1888 roku poślubił Anielę z Hodaków i zakupił kamienicę w centrum miasta, przy ulicy Katedralnej 3. Piszowie jako pierwsi w Tarnowie zainstalowali telefon. 
Rozwijając firmę, nabył w 1889 roku księgarnię Edwarda Mankesa. Prowadził równocześnie wydawnictwo, księgarnię, drukarnię, wypożyczalnię książek, agencję i biuro ogłoszeń prasowych, skład papieru i sklep z artykułami szkolnymi. Wydał między innymi śpiewnik Harfiarz. Zbiór pieśni patriotycznych i narodowych na 4 męskie głosy autorstwa Stefana Surzyńskiego i Krótki rys dziejów literatury polskiej Wiktora Doleżana. Wydawał i redagował kalendarz „Tarnowianin”, od 1881 roku dwutygodnik, później tygodnik „Pogoń”, istniejący do 1914 roku, od 1898 roku tygodnik ilustrowany „Przyrodnik”, zaś od 1901 roku „Głos Rolniczy”.
Ponadto w jego drukarni powstawały miesięcznik „Górnik” ukazujący się w Gorlicach, „Przegląd Tygodniowy” z Biecza, tygodnik „Krynica”, Słowo Tarnowskie, dwutygodnik „Zakopianin”, kalendarze „Podhalanin” i „Kalendarz Stanisławowski”. Własnym nakładem wydał prawdopodobnie 27 pozycji, na zlecenie prywatne 61 książek i 22 dalsze dla instytucji. W latach 1889–1903 był członkiem Izby Handlowo-Przemysłowej w Krakowie.
Zmarł 28 listopada 1907 roku w Tarnowie i został pochowany na miejscowym Starym Cmentarzu. Jego przedsiębiorstwo prowadziła nadal żona Aniela.
Aniela i Józef Piszowie zostali patronami niewielkiego skweru przy ul. Panny Marii w Tarnowie.